# Anton Vrančič
Antonín I. Vrančič (chorvatsky Antun Vrančić, maďarsky Verancsics Antal, v latinské podobě Antonius I. Verancius, 29. května 1504, Šibenik – 16. června 1573, Prešov) byl chorvatsko-uherský šlechtic, diplomat, královský místodržitel, uherský primas, ostřihomský arcibiskup a kardinál.

## Životopis
Narodil se v dalmatském Šibeniku v chorvatské šlechtické rodině. Svá univerzitní studia absolvoval v Padově.
V roce 1530 se stal tajemníkem uherského krále Jana Zápolského, jehož zájmy zastupoval na svých diplomatických mísích u polského krále Zikmunda, u bosenského beglerbega, na anglickém a francouzském královském dvoře. Po smrti Jana Zápolského zůstal po boku královny Isabely, a to až do roku 1549, kdy se přidal na stranu Habsburků a podporoval krále Ferdinanda I., protože nesouhlasil s politikou kardinála Juraje Utješinoviće nárokovat si uherský trůn pro malého syna Isabely a Zápolského (místo toho, aby jej postoupil Ferdinandovi I. podle Nagyváradské smlouvy). V jeho službách působil jako vyslanec v Cařihradě na dvoře Sulejmana I.
Už od mladého věku zastával i vysoké církevní úřady, na kněze byl však vysvěcen až 8. prosince 1551 a na biskupa 21. září 1561 a svou první mši svatou odsloužil až v roce 1569. Byl rozhodným odpůrcem reformace. V letech 1553–1557 byl jmenován biskupem v Pécsi, v tomto období však působil v diplomatické misi v Osmanské říši. Po návratu v roce 1557 byl jmenován do funkce jágerského biskupa.
Největším diplomatickým úspěchem Vrančiče bylo uzavření Drinopolského míru mezi císařem Maxmiliánem II. a sultánem Selimem II. v roce 1568. Touto smlouvou se začalo přibližně 25leté období míru.
V roce 1569 byl jmenován ostřihomským arcibiskupem, nejvyšším církevním hodnostářem v Uhrách (Primas Hungariae) a v roce 1572 se stal královským místodržícím. 25. září 1572 korunoval v bratislavské katedrále sv. Martina Rudolfa II. na uherského krále.
5. července 1573 ho papež Řehoř XIII. jmenoval kardinálem, Vrančič však zemřel 16. června 1573 v Prešově, dříve, než se o svém jmenování dozvěděl.
Pochován je v trnavské bazilice sv. Mikuláše.